# Hipermodernismo
El Hipermodernismo es un movimiento cultural de carácter artístico, arquitectónico y literario que se distingue del Modernismo y Postmodernismo por su antitético enfoque. Ello hace referencia al uso de materiales tecnológicos y a la forma de enfocar tanto el diseño como la composición desde una base ideológica centrada en la magnitud.
La mayor diferencia con respecto a la posmodernidad reside en el individualismo, o hiperindividualismo, buscando reflejar el momento actual de las sociedades. El filósofo y sociólogo francés Gilles Lipovetsky describió en su obra L'ère du vide, publicada en 1983, este movimiento y señaló las diferencias con respecto al postmodernismo. En el campo de la arquitectura, el hipermodernismo es entendido como una forma de resistencia a la modernidad, o también como un romanticismo tardío con adornos modernistas.

## Artistas relacionados
- Crudo
- Eva Rorandelli
- Pete Ippel
- Max Held
- Martin Levitt
- Gala Vadim
- Martin Sjardijn
- FriendsWithYou
- Djan Silveberg
- Claudio Portalo

## Arquitectos relacionados
- Ben Van Berkel & Caroline Bos
- Kas Oosterhuis
- Jacques Herzog

## Escritores relacionados
- William Gibson
- John Pescoran
- Matteo Difumato

## Músicos relacionados
- Luciano Berio
- Paul Evans
- William Schimmel
- Otto Von Schirach